# Там, де ти є…
«Там, де ти є…» — четвертий студійний альбом української співачки Ані Лорак, випущений 18 грудня 2001 року під лейблом «RG music». Альбом був проданий накладом понад 50 000 примірників і здобув статус «золотого». 14 травня 2002 року, під час концерту Ані Лорак в НП «Україна», ді-джей радіо «Європа Плюс» Аліна Бессонова і генеральний директор компанії «Lavina music» Едуард Клім вручили співачці «золотий диск».

## Список пісень
| #     | Назва                              | Автор слів        | Автор музики                  | Тривалість |
| ----- | ---------------------------------- | ----------------- | ----------------------------- | ---------- |
| 1.    | «Там, де ти є…»                    | Віктор Спірідонов | Баррі Ґард, Джош Філліпс      | 3:17       |
| 2.    | «Скрипочка»                        | Олег Майовський   | Ірина Українець               | 4:20       |
| 3.    | «Полуднева спека»                  | Микола Бровченко  | Сергій Круценко               | 5:21       |
| 4.    | «Вибирай»                          | Марія Бурмака     | Сергій Круценко               | 3:57       |
| 5.    | «Серця не край»                    | Олег Майовський   | Олег Майовський               | 4:42       |
| 6.    | «Не забувай»                       | Микола Бровченко  | Сергій Круценко               | 3:57       |
| 7.    | «Поцілуй»                          | Олег Майовський   | Олексій Піддубний             | 3:33       |
| 8.    | «Повертаюсь»                       | Марія Бурмака     | Джош Філліпс                  | 4:25       |
| 9.    | «Тишком-нишком»                    | Олег Майовський   | Олег Майовський               | 3:17       |
| 10.   | «Усе не те»                        | Олег Майовський   | Сергій Круценко, Ігор Крижний | 4:00       |
| 11.   | «Там, де ти є…» (акустична версія) | Віктор Спірідонов | Баррі Ґард, Джош Філліпс      | 3:07       |
| 43:56 |                                    |                   |                               |            |

## Історія релізу
| Назва             | Дата           | Формат               | Лейбл    |
| ----------------- | -------------- | -------------------- | -------- |
| «Там, де ти є...» | 18 грудня 2001 | касета, компакт-диск | RG music |